# 메가볼트
메가볼트(영어: Megavolt)는 가공의 쥐이다.
꽤나 신경질적이며 전기기구에 대한 '애정'이 지대하여 범죄의 많은 부분이 이들을 '해방'시키는 데 초점이 있다. 상점 진열장의 전구들을 꺼내에 바닥에 늘어놓은 다음 어서 도망치라고 재촉하는 식.